# مارتي انجلز
مارتي انجلز (بالإنجليزية: Marty Ingels)‏ مواليد 9 مارس 1936 في بروكلين - الوفاة 21 أكتوبر 2015 في كاليفورنيا، الولايات المتحدة، هو ممثل وكوميدي أمريكي بدأ مسيرته الفنية سنة 1958. امتدت مسيرته الفنية لأكثر من 57 عاما.

## الأعمال
- بيويتشد
- قارب الحب
- البط السري
- بيواتش
- جوال تكساس ووكر
- إي آر
- سي اس آي: التحقيق في موقع الجريمة
- الفتاة الجديدة
- عصور وسطى

## روابط خارجية
- مارتي انجلز على موقع IMDb (الإنجليزية)
- مارتي انجلز على موقع إن إن دي بي (الإنجليزية)
- مارتي انجلز على موقع قاعدة بيانات الفيلم (الإنجليزية)